# Tutleky
Tutleky är en ort i Tjeckien. Den ligger i den östra delen av landet, 130 km öster om huvudstaden Prag. Tutleky ligger 306 meter över havet och antalet invånare är 332.
Terrängen runt Tutleky är platt åt nordväst, men åt sydost är den kuperad. Runt Tutleky är det ganska glesbefolkat, med 50 invånare per kvadratkilometer. Närmaste större samhälle är Kostelec nad Orlicí, 2,4 km sydväst om Tutleky. Omgivningarna runt Tutleky är en mosaik av jordbruksmark och naturlig växtlighet.